# 重庆大轰炸

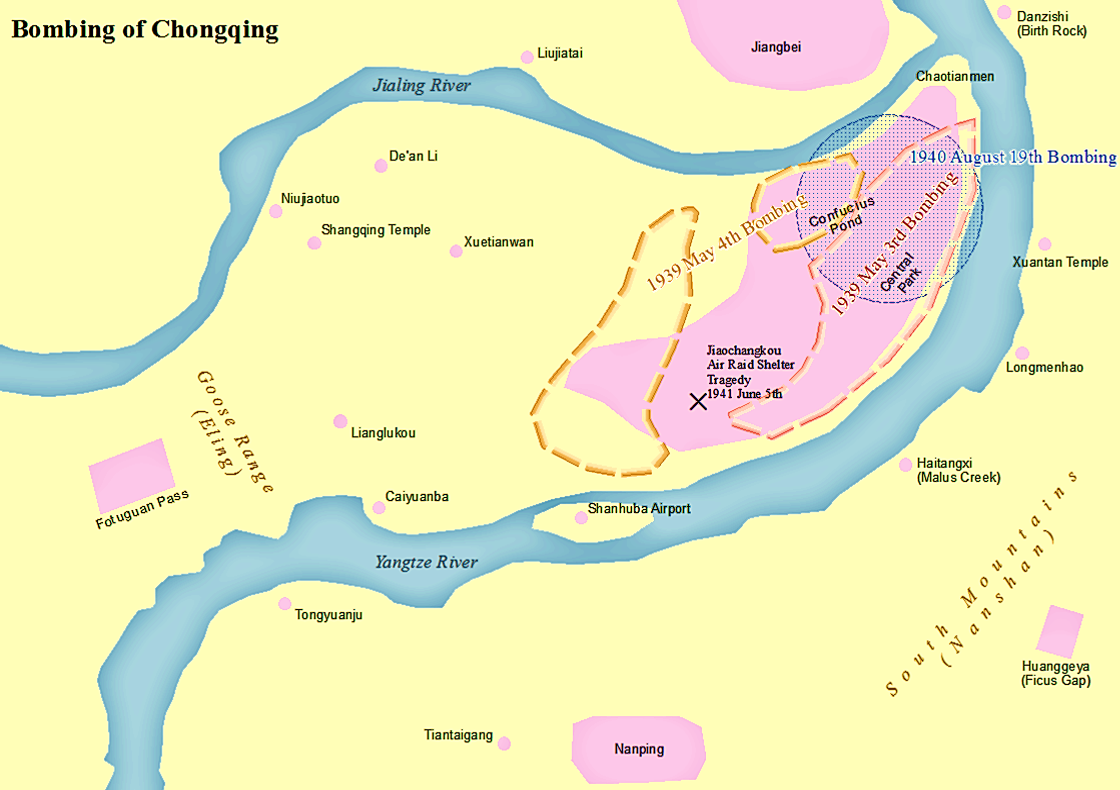
重庆大轰炸地图

重庆大轰炸是指中國抗日戰爭期间大日本帝国对中華民國國民政府陪都重庆（同時也是大韩民国临时政府驻地）及邻近重慶市的周边地区进行了长达6年半的战略轰炸和地毯式轰炸。
据不完全统计，在1938-1943年5年間日軍對重慶實施218次戰略轟炸，中國方面則指控日軍1938年2月至1943年9月间出动飞机9513架次，空袭重庆及附近地区200余次，投放包括细菌弹在内的各类炸弹2.16万枚，炸死1.19万人，炸伤1.41万人，炸毁房屋1.76万幢。日本對重慶實施的空襲，是由日本陆、海军航空队联合进行的“地毯式轟炸”，是繼德國空軍在1937年4月西班牙內戰中對格爾尼卡平民實施轟炸之後，歷史上最先實行的戰略轟炸。其目的是希望透過製造大量平民殺傷，以瓦解中国军民的抵抗士氣。
为纪念大轰炸罹难者，重庆市自1998年以来，在每年的6月5日重庆大轰炸纪念日，全城拉响防空警报，警示人们勿忘历史、珍惜和平。

## 發起

### 背景

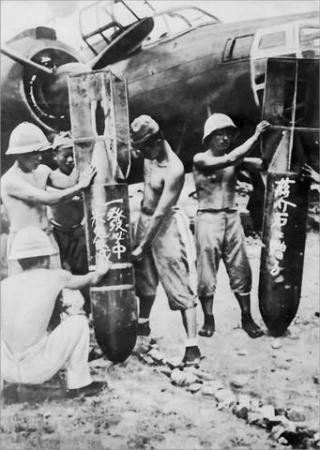
日軍士兵正在檢查轟炸機裝載的炸彈, 上面寫著 “交給蒋介石”

1937年7月7日七七事變後，日本开展对中国的全面侵略。11月，中華民國國軍在淞滬會戰中失利，當時的中國首都南京被日軍佔領陷入危機，國民政府於11月17日撤往漢口，再於11月20日發布《國民政府移駐重慶宣言》，遷往重慶作為戰時陪都。隨後在1938年華北、華中戰場日軍依序將國軍擊退，中國的沿海精華區幾乎被日軍完全佔領；依照普通國家的輸贏定義，此時的中國幾乎失去了首都、所有主要對外港口，日本認為這時候國民政府應該主動向日本媾和。
然而，蔣介石領導的國民政府依然沒有讓步之跡象，撤往重慶將日軍作戰的南北軸線改為向西方向的仰攻，繼續和日軍長期對抗；日軍雖然在1938年對華中精華地帶發動武漢會戰，國庫的財力及作戰部隊的衝力已經幾乎耗盡。另一方面日本參謀本部也認為擴大戰線進入廣袤中國大地作戰的情況超出能力負擔，特別是其大本營必須考慮與蘇聯的戰略態勢彈性，會由此受到制約，沒有能力攻入當時四川的首府重慶。在各種壓力下日軍開始尋找各項軍/經手段逼使重慶政府收手，日本方面认为戰略轟炸亦成為一種可能可以成功的作戰方式，相對二戰後期廣見，在當時這種做法還是比較領先採用的，不過日軍飛機的素質較差，規模一開始並沒有很大，而且其採用「無差別轟炸」的方式，本質上也是因為技術未精而先為之，效果不彰而誤傷者多有。

### 初期偵查與轟炸目標選定
1938年底，日本開始對重慶進行戰略轟炸，另外，雖然中國方面指控日本從1938年2月18日對重慶東南方的廣陽壩機場轟炸為首開戰略轟炸重慶之始，但其實在到1938年底前日軍尚未攻陷華中據點，且日本工業能力不如西方列強，並不存在足以自華中沿岸機場起飛，長距離攜帶重型負載進行轟炸的技術及機型，故對重慶進行空中軍事行動也主要是偵查或式小規模襲擾為主，而非有組織性的大規模航空作戰；這要待到1938年10月日軍攻陷武漢後，在12月2日後日軍大本營對華中方面軍下令，利用武漢的位置並加以整理機場，以準備開始向重慶實施「由空中入侵對敵軍戰略中樞加以攻擊同時進行空中殲滅戰」，這項命令公文為「最高指令大陸命第241号」，故一般是以1939年起始，視為日軍正式有組織性逐步提升對重慶城市地帶進行戰略轟炸之開端，目的是希望震撼作為戰時首都的重慶，打擊中國政府抗戰的意志。
在大本營命令下，日本帝國陸軍部、海軍部才進行直接協調，擬出相關轟炸計畫與機體研製，目標是「陸海軍航空部隊協同在全中國各要地果敢地進行戰略、政略的航空作戰，挫敗敵人繼續戰鬥的意志」。原本包括重慶、蘭州等主要西部內陸城市都被列在戰略轟炸的目標中，但限於日軍機隊規模貧弱，足以結合海、陸軍空中兵力轟炸者，後來就只有集中炸重慶。

### 五三、五四轟炸

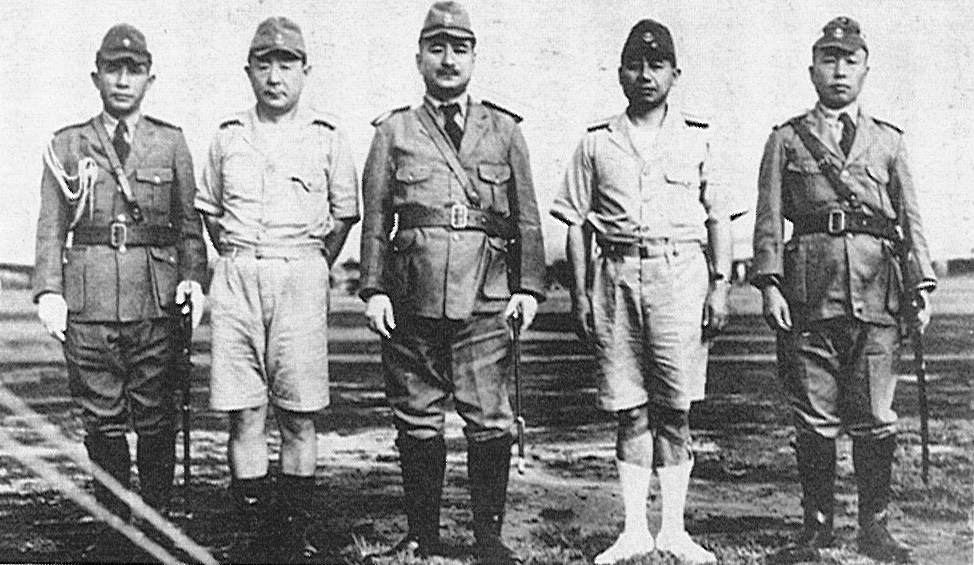
1940年9月在侵華日軍海軍航空隊指挥官，從左二開始，山口多聞、島田繁太郎、大西瀧治郎

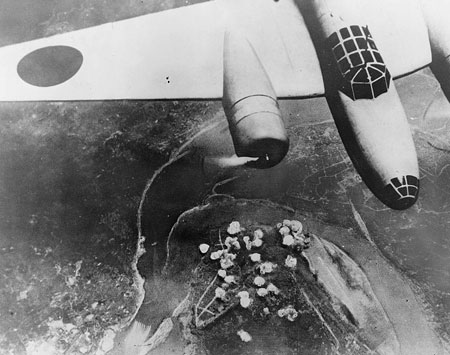
1940年6月16日，日军随军记者在轰炸机上拍摄，发表在《朝日新闻》上的照片。從中可見江北城（今屬江北區）被轟炸的景象

目前日軍戰史上紀錄第一次的對重慶戰略轟炸是1938年12月26日，由日本陸軍航空隊自漢口派遣12架九七式轟炸機及10架伊式重轟炸機，當日下午1點飛抵重慶上空轟炸，但發現重慶上空雲層濃厚根本找不到目標，因此只草草扔完炸彈後無功而返。在1939年1月7日、10日、15日再度發動攻擊，共投擲了10.8公噸的各型炸彈，但同樣的也沒辦法評估轟炸成效。
這之後幾個月，日軍每次嘗試都非常不順利，基本上難以執行，因為在前幾次的轟炸發現四川盆地的多霧氣候讓轟炸定位非常困難，一年間只有5月到10月能見度較好；因此，1939年5月，海軍航空队接手陸軍任務使用九六式轟炸機執行任務。5月3日及4日，日本海軍航空隊的轟炸機由漢口機場（武汉王家墩机场前身）起飛，連續轟炸重慶市中心區，並且大量使用燃燒彈。重慶市中心大火兩日，商業街道被燒成廢墟，3,991人死亡，2,323人受傷，损毁建筑物4,889栋，约20万人无家可归；同时被炸的还有外国教会及英国、法国等各外国驻华使馆，连日本盟友的德国大使馆也未能幸免。
在浪費了大半年後，日軍也清楚對於中國內陸的資料不足，貿然發動大規模攻擊只會遭受無意義損失與有限的經費無以為繼，因此大本營隨後表示需要暫停，後續補派了延後通知「要求前線部隊加緊訓練，預定於1939年秋季發動作戰」的命令，但實際上之後由於滿洲事務分身乏術，其實冬季與次年春季計畫都虎頭蛇尾。
日本於1939年的大規模轟炸僅約十多次，而主要有成果更只為五月這次而已，因為隨後發生的與諾門罕事變將日本空中軍力的注意轉向，雖有聲稱1939年間，日本飛機飛了14,138架次轟炸，並投下60,174枚炸彈。當時根據戰果初步回報，可能造成28,463人死亡、31,156人受傷，13,871棟房屋遭到摧毀。因本來秋季的大轟炸也草草結束，就實際情況不靠虛報而言，自1938年底到1939年的轟炸，日軍雖損失不大，但因為精度差，其實國府也沒多少真正的損失。再一次的發動大規模攻擊，則是要1940年夏季等到天氣轉好後。

### 八一九大轰炸
1940年5月，日本大本營指示由陆、海军联合实施空中作战，由陸、海軍联合發動“101號作戰”，同時對中國後方轟炸。陸軍第三飞行集团主要以山西運城為基地，海軍第一、第二联合航空队主要基地為漢口。主要兵力為九七式重型轟炸機36架、中型攻擊機90架（不含备用机）。
由當時日本帝國海軍中國方面艦隊司令「島田繁太郎大将備忘錄」中記載當時海軍轟炸重慶的片段紀錄，101號作戰的主要攻勢集中在1940年7月28日至8月31日，海軍在這段期間共轟炸20批次，使用了2050架次陸上攻擊機、201架次艦攻/艦爆、99架次艦戰、39架次偵查，消耗94枚800公斤（八〇番）炸彈、2906枚250公斤（二五番）、11148枚其它型號炸彈，共15036枚各式炸彈。8月19日的轟炸尤為慘烈，日本海軍投入超過140架轟炸機，重慶2,000多戶民居被毀。到1940年9月初的統計，當年日軍對重慶實施72架次轟炸，共發動4445批機次攻擊，投擲了3千噸以上的各型炸彈；而另一方面其轟炸主力陸軍航空隊，當時手上的九三式轟炸機無論是載彈量還是航程都不足以擔負任務，九七式轟炸機亦尚在轉換過程，手上只有利用少量自日本的盟友義大利購買之BR.20轟炸機（日軍命名為伊式重轟炸機）執行任務，不過缺乏護航的轟炸機隊早在814空戰中，已經證明了是攔截機最好的目標，因此為了避開戰鬥機一直採用命中率低的高空轟炸，這種前提下即使順利投彈，其實成效也是很有限。

### 六五隧道惨案

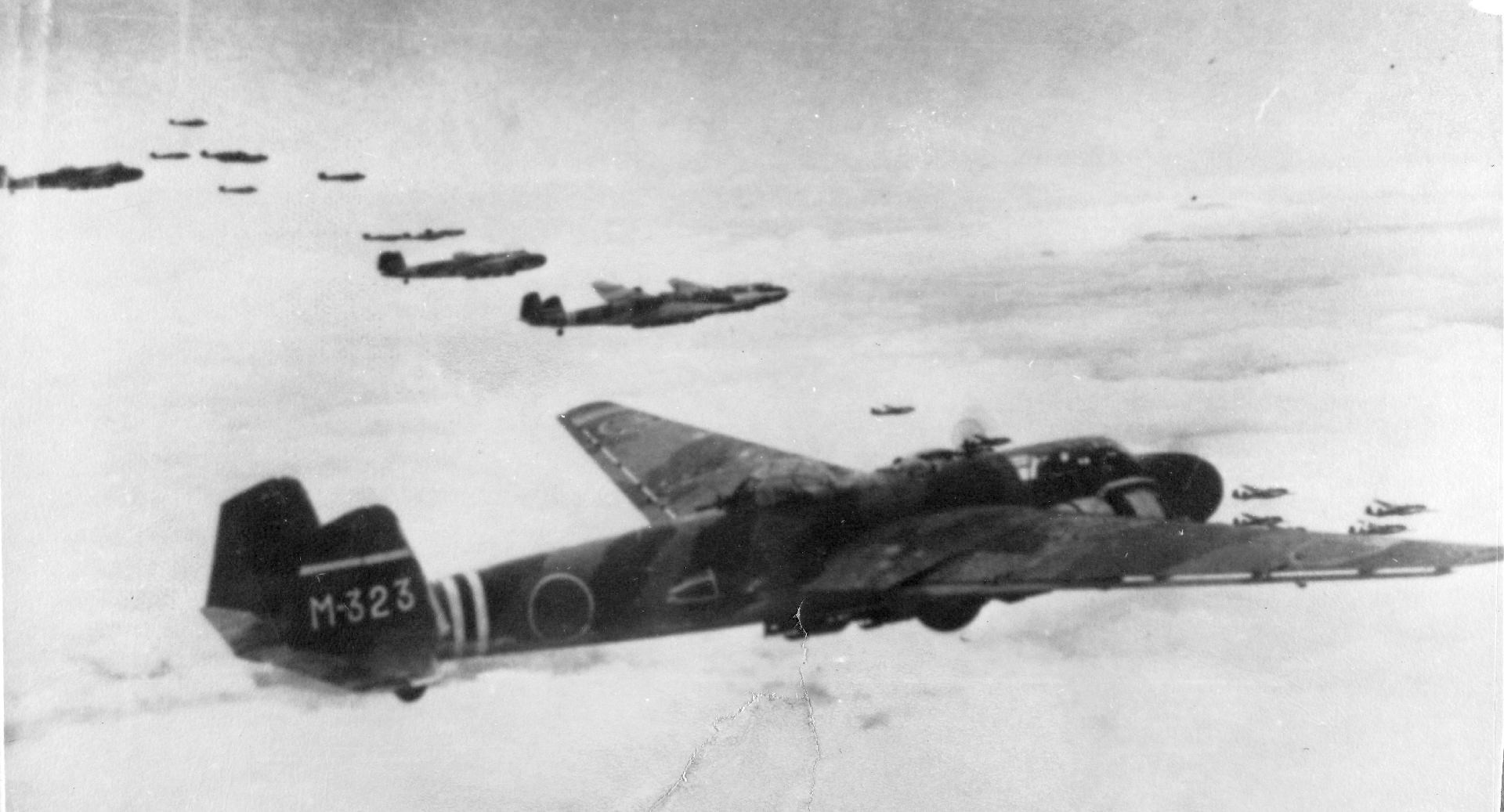
九六式陸上攻擊機型使防禦的中國戰鬥機和高射砲處於更大的劣勢

1941年初，日軍在發動太平洋戰爭前先向中國集中力量空襲，發動名為《102號作戰》的大規模轟炸。在1月至8月，超過3,000架次飛機空襲重慶，當中包括夜間空襲。6月5日，從傍晚起至午夜連續對重慶實施多小時轟炸。重慶市內的一個主要防空洞部份通風口被炸塌引致洞內通風不足。据倖存者時後回憶，当天有內奸为日軍飛機发信号，日軍是有目标地轰炸洞口和通风口的，洞內市民因呼吸困難擠往洞口，造成互相踐踏，以及大量難民窒息，估計死者数以千计。

### 提早告終
當時日本海軍在中國有兩個聯合航空隊，分別是由山口多聞少將指揮的第一聯合航空隊及大西瀧治郎指揮的第二聯合航空隊。1940年8月18日，日本海軍軍令部向島田繁太郎指揮的中國方面艦隊司令部發出無線電通知，稱“為了準備越南行動，第一聯合航空隊將於9月5日撤回本土”。從此開始到1941年中以後，日軍為準備發動太平洋戰爭，日本海軍兩個聯合航空隊陸續從中國完全撤出，並將機體也抽調入南洋。
至此，中國戰場僅存陸軍第三飛行師，其編制規模多半不超過200架，頂多維持對前線的空中掩護，無法實踐1940年的空中轟炸規模。同時，第三飛行師下屬轟炸機部隊第三飛行團團長遠藤三郎少將在1940年8月任官後多次同乘轟炸機視察對重慶轟炸效果，也參加了101號作戰。在遠藤少將戰後的回憶錄中，陳述當時他目睹轟炸機多次差點炸到靠泊在重慶的美國炮艦，加上陸軍為了南進政策無法抽出部隊攻佔重慶，對重慶的戰略轟炸也變成不人道、破壞與西方國家的關係且沒有戰略意義的作戰任務。且在重慶轟炸的同時，德國空軍也在對倫敦實施戰略轟炸，日本駐德英武官回饋給本國的資料是比較悲觀的，也讓航空軍官省思對敵軍首都戰略轟炸的實際效果；因此在102號作戰結束後，1941年9月3日他向上級單位第三飛行集團指揮官木下敏中將提出「重慶爆擊無用論」，該論點在陸軍高層中也得到重視，遂規模在同年底急劇縮小。

### 總結
雖然陸軍高層後來幾年沒有批示停止轟炸，但整場行動用兵投入度一開始就相當不暢，僅1940年中到1941年晚期稍微比較積極，之後1941年年底又開始顯著收縮。特別1941年12月此時日本對美宣戰後目標已經改變，轟炸重慶逼迫國民政府乞和的想像也就毫無意義，戰略轟炸造成的軍事打擊也不具決定性效果；雖然日軍仍然持續對重慶進行零星轟炸，但主要集中在重慶周遭的軍工廠區域。到了1943年8月以後，重慶周邊防空雷达站部署完畢，美國陸軍駐華空軍特遣隊擴編為第十四航空隊後，重慶周邊已經有6座機場、至少400架的美軍及國軍戰機防衛駐守，對日軍來說深入重慶的轟炸危險性大增，日軍空襲重慶的頻率又一次遽減；國軍紀錄有案最後一次遭日軍空襲為1944年12月19日，梁山、萬縣、開縣三個地區遭到轟炸，為重慶大轟炸的終結。

## 人员伤亡与财产损失

### 人员伤亡
关于重庆大轰炸造成的人员伤亡情况，抗战时期的国民政府档案、报刊文献资料有不同的记载，然而各种档案文献资料记载和众多调查研究成果的人员伤亡数据各不相同。造成上述不同数据的原因主要是对重庆大轰炸的时间范围、地域范围、资料来源等不同而各有差异。
| 统计时间 | 死亡人数 | 受伤人数 | 伤亡时间范围 | 数据来源 |
| -------- | -------- | -------- | ------------ | -------- |
| 1942     | 30136    | 9141     | 1938~1941    | [ 20 ]   |
| 1945     | 15737    | 15737    | 1938~1941    | [ 21 ]   |
| 1986     | 8059     | 9207     | 1938~1941    | [ 註 1 ] |
| 1987     | 9218     | 13908    | 1938~1943    | [ 22 ]   |
| 1992     | 9900     | 10233    | 1938~1941    | [ 23 ]   |
| 1994     | 11178    | 12856    | 1938~1941    | [ 24 ]   |
| 2001     | 11889    | 14100    | 1938~1943    | [ 25 ]   |
| 2002     | 11889    | 14100    | 1938~1943    | [ 26 ]   |
| 2002     | 近30000  | 近30000  | 1938~1943    | [ 27 ]   |
| 2005     | 23600    | 31000    | 1938~1943    | [ 28 ]   |

### 财产损失
重庆大轰炸期间关于财产损失的情况，各种档案记载及文献研究资料说法不一，存在直接损失报送不完整，种类繁多，交叉重复现象；间接损失难以估量，时间久远不便折算等各种问题。
如房屋损毁数《抗战时期重庆的防空》一书统计，1939年至1941年，因日机轰炸造成的房屋损毁9570栋31481间；《重庆大轰炸》统计为9250栋33300间；《重庆市防空志》统计为17452栋37182间；《重庆通史》统计为“炸毁房屋17608栋，使繁华的重庆市区大半化为废墟，财产损失无法计数”；《日本侵华暴行实录》统计为17462栋。

## 中国的反击
- 苏联航空志愿队于1938年10月进驻重庆，开始反击日本轰炸。除了攔截任務外，志願隊也曾發動奇襲攻擊日本轟炸機的主要駐紮機場，最大的一次戰果是1939年10月3日下午以9架SB-3轟炸機對漢口機場發動的攻擊，此次奇襲炸毀至少50架日軍各式戰機，並造成第一聯合航空隊司令塚原二四三（英语：Nishizō Tsukahara）中將重傷。
- 中華民国空军。1944年2月，位于重庆云阳的国民革命军空军轰炸机队首次展开对日占区的反击，26架B-25型轰炸机轰炸日占区。

## 情报战
当时蒋介石的炮兵顾问韦伯被日本人收买，向日军提供大量军事情报，对重庆造成巨大的损失，同时还参与日本伞兵空降绑架蒋介石的计划。在美国密码专家赫伯特·奥斯本·亚德利的帮助下，中方最终得以找到内部潜伏的间谍。

## 战略意义
重庆大轰炸是二战期间对参战国首都（陪都）大规模轰炸之一重要战例。日方原本希望依靠“无差别轰炸”促使中国军民投降，但国民政府在八一九大轰炸后发布《国民政府令》，正式确认重庆为“陪都”，且“还都以后，重庆将永久成为中国之陪都”，表达了抗战到底的决心。作为报复行动，1944年之后，从中国成都起飞的美国B-29轰炸机轰炸日本本土，日本为此次战争付出了沉重代价。

## 历史图片
- 國軍飛機觀察員
- 日军占领南京后的暴行
- 重庆市民抗战情绪高涨

### 引用
1. ↑  .   [2020-12-16]. （原始内容存档于2021-03-22）.
2. ↑  防衛庁防衛研修所戦史室『中國方面陸軍航空作戦』（戦史叢書 74)　朝雲新聞社、1974年7月
3. ↑  前田哲男. . 凱風社. 2006. ISBN 4773630094.
4. ↑  . 新华网. 2014-05-23  [2016-09-02]. （原始内容存档于2017-03-05）.
5. ↑  Herbert Bix. . 2001: 364.
6. ↑  . 澎湃新闻. 2016-06-05  [2016-06-05]. （原始内容存档于2020-11-26）.
7. ↑  designhu_ad. . 民間史料數位平台1937-1949. 2024-02-09  [2025-08-11] （中文（臺灣））.
8. ↑  日軍進行重慶大轟炸目的：摧毀中國抗戰意志 的存檔，存档日期2014-07-20. - 新華網，2014-07-10
9. ↑  [http://www.flyingtiger-cacw.com/new_page_736.htm （页面存档备份，存于） 蘭州空戰
10. ↑  “五.三”、“五.四”大轰炸 的存檔，存档日期2007-01-09. - 新華網，2005-07-31
11. ↑  . flyingtiger-cacw.com.   [2025-08-11].
12. ↑  .   [2011-04-08]. （原始内容存档于2012-06-24）.
13. ↑  聯合報. . 聯合報數位版.   [2025-08-11] （中文（臺灣））.
14. ↑  . flyingtiger-cacw.com.   [2025-08-11].
15. ↑  [《浴血长空》]，陈应明、廖新华，航空工业出版社，第1版，2006年。
16. ↑  .   [2010-02-08]. （原始内容存档于2012-07-24）.
17. ↑  愛知大学リポジトリ 愛知大学国際問題研究所 張鴻鵬『遠藤三郎と重慶爆撃　──「北進」から「南進」への国策転換── （页面存档备份，存于）』
18. ↑  潘洵 2013，第188-189頁.
19. ↑  潘洵 2013，第189頁.
20. ↑  . 国民公报. 1942-04-06.
21. ↑  重庆市档案馆 (编). . 中华民国国史馆档案302:1431.
22. ↑  周开庆. . 台湾商务印书馆. 1987.
23. ↑  西南师范大学历史系; 重庆市档案馆 (编). . 重庆出版社. 1992. ISBN 7-5366-1909-X.
24. ↑  范伟业; 蒋韶; 李有国. . 西南师范大学出版社. 1994. ISBN 7-5621-1067-0.
25. ↑  重庆市文化局; 重庆市博物馆; 重庆红岩革命纪念馆 (编). . 重庆出版社. 2001. ISBN 7-5366-5303-4.
26. ↑  周勇. . 重庆出版社. 2002: 905. ISBN 7-5366-5837-0.
27. ↑  徐朝鉴; 王孝询. 重庆市政协学习及文史委员会; 西南师范大学重庆大轰炸研究中心 , 编. . 西南师范大学出版社. 2002. ISBN 7-5621-2644-5.
28. ↑  潘洵. . 光明日报. 2005-08-23.
29. ↑  潘洵 2013，第189-199頁.
30. ↑  潘洵 2013，第201頁.
31. ↑  . 凤凰网. 2010-05-26  [2013-05-12]. （原始内容存档于2014-05-25）.